# Farol de Santa Catarina
O Farol de Santa Catarina  é um antigo farol português já desactivado, que se localiza no interior do forte de mesmo nome, na freguesia de São Julião da Figueira da Foz na cidade da Figueira da Foz, distrito de Coimbra.
Trata-se de uma torre cilíndrica em ferro fundido com cerca de 10 metros de altura, com lanterna e galeria, tudo pintado de vermelho. Um exemplo de tourelle francesa. O farol foi instalado no forte em 1888, tendo sido desactivado como ajuda à navegação em 1969.
Classificado: IIP - Imóvel de Interesse Público.